# Хайрулліна Роза Вакільївна
Роза Вакільївна Хайрулліна (тат. Роза Вәкил кызы Хәйруллина; нар.. 12 вересня 1961, Норильськ) — радянська і російська актриса театру і кіно, заслужена артистка РФ, заслужена артистка Татарстану, лауреат Державної премії Російської Федерації (1992).

## Біографія
Роза Хайрулліна народилась 12 вересня 1961 року в Норильську. Її батьки були дітьми засланців голів колгоспів. Коли Розі було сім з половиною років, сім'я переїхала до міста Зеленодольська. З третього класу займалася в театральних студіях і мріяла стати актрисою. Після школи Роза вступила до Казанського театрального училища. З другого курсу грала на сцені Національного театру імені Галіасгара Камала. Після закінчення училища 1981 року Роза почала працювати в Казанському театрі юного глядача. 1992 року була нагороджена Державною премією Росії за роль у виставі «Погром» за мотивами роману Бориса Васильєва «І був вечір, і був ранок…» режисера Бориса Цейтліна. 1996 року спектакль «Буря» за Вільямом Шекспіром отримав премію «Золота маска».

Є така актриса Роза Хайрулліна. Грала в театрі юного глядача, коли там працював Цейтлін. Це геніальна сучасна актриса. Я дивилася спектакль в Театрі юного глядача, і мені дуже хотілося бути такою ж, як вона, або, щонайменше, отримувати таку насолоду від сцени, яку, я бачила, отримує вона. У цьому сенсі, якщо б не ТЮГ в Казані, напевно, я б не була актрисою. Одного разу йшла вулицею і загадала: побачу зараз, як з службового входу ТЮГу вийде Роза Хайрулліна, то стану актрисою. І вона вийшла…— Чулпан Хаматова, 27 липня 2005
1996 року пожежа знищила Казанський ТЮГ, і Роза Хайрулліна виїхала з Казані. Недовгий час грала в Челябінському ТЮГу. 1997 року отримала запрошення до Самарського театру «СамАрт» і незабаром стала провідною актрисою.
З 2009 до 2020 року — актриса Московського театру-студії під керівництвом Олега Табакова («Табакерка»).
Грала на сцені Театру імені Ленсовєта у виставі «Я сумую за тобою» за творами Олександра Володіна, на сцені Самарського академічного театру драми імені М. Горького у виставі «Полковник птах» за п'єсою Христо Бойчева.
У театрі «Притулок Комедіанта» (Санкт-Петербург) грає короля Ліра у виставі режисера Костянтина Богомолова «Лір». У Театрі Націй грає Басю у виставі «Шоша» (режисер Т. Імамутдинов).
На Московському міжнародному кінофестивалі 2012 року Роза Хайрулліна визнана найкращою актрисою за роль Тайдула у фільмі «Орда» режисера Андрія Прошкіна. За цю ж роль 2013 року отримала національну премію Російської Академії кінематографічних мистецтв «Ніка».
— Спасибі степу за те, що почув мене й дозволив стати ним…— Роза Хайруллина, речь на вручении премии «Ника»

## Творчість

### Національний театр імені Галіаскара Камала(Казань)
- «Бідні люди» Федора Достоєвського — Варенька
- «Скляний звіринець» Теннесі Вільямса — Лаура
- «Сон в літню ніч» Вільяма Шекспір

### Казанський театр юного глядача
- 1988 — «Дракон» Євген Шварц (реж. Б. Цейтлін) — Секретарка
- 1988 — «Зірки на ранковому небі» Олександр Галін (реж. Б. Цейтлін) — Марія
- 1989 — «Мати Ісуса» Олександр Володін (реж. Б. Цейтлін) — Марія
- 1990 — «Погром» за повістю «І був вечір, і був ранок…» Борис Васильєва (реж. Б. Цейтлін) — Роза Треф, власниця борделя
- 1991 — «Панночка» («Чортовиння») Ніна Садур (реж. Б. Цейтлін) — Панночка
- 1991 — «Добра людина з Сичуані» Бертольт Брехт (реж. Б. Цейтлін) — Пані Ян
- 1992 — «Невгамовний дух» Ноел Ковард (реж. Б. Цейтлін)
- 1994 — «Буря» Вільям Шекспір (реж. Б. Цейтлін) — Червоний Аріель
- 1998 — «Неточка» Федір Достоєвський, спільний проект з театром «Будинок на Амстела», Амстердам (реж. Б. Цейтлін) — мати Нєточки Незванової

### Самарський театр юного глядача «СамАрт»
- 1999 — «Доктор Чехов та інші» Антон Чехов — Попова («Ведмідь»), Мерчуткіна («Ювілей»)
- 2001 — «Мамаша Кураж» Бертольт Брехт (реж. А. Шапіро) — Матуся Кураж
- 2002 — «На дні» Максим Горький — Настя
- 2004 — «Дуже проста історія» Марія Ладо — Кінь
- 2004 — «Вино з кульбаб» М. Бартенєв, А. Шелыгин за романом Рей Бредбері (реж. М. Кисляров) — місіс Бентлі
- 2005 — «Василь Тьоркін» Олександр Твардовський (реж. А. Кузін) — Смерть
- 2005 — «Щасливий Ганс» М. Бартенєв — Гуска
- 2008 — «Жив-був Геракл» М. Бартенєв
- 2008 — «Тут живуть люди» Атол Фугард — Міллі
- «Малюнки коваля Вакули, або Вечори на хуторі поблизу Диканьки» Микола Гоголь — Солоха
- «Пригоди Буратіно в країні дурнів» Олексій Толстой — Буратіно
- «Сни Міледі» Ю. Волков — Міледі
- «Хто вміє іржати конем?» А. Болотов — Прибиральниця
- «Пеппілотта Довгапанчоха або Кукарямба» Астрід Ліндгрен — Пеппілотта-Віктуаліна-Рольгардіна Ефроїмівна Довгапанчоха
- «Я сумую за тобою» за творами А. Володіна (реж. Г. Бизгу)

### Самарський театр драми імені М. Горького
- 2001 — «Зніму квартиру в Парижі» — Марі
- 2008 — «Полковник птах» Христо Бойчева — Пепа[15]

### Московський театр-студія під керівництвом Олега Табакова
- 2009 — «Олеся» Олександр Купрін (реж. О. Невмержицька) — Мануйлиха
- 2009 — «Вовки і вівці» Олександр Островський (реж. К. Богомолов) — Меропія Давидівна Мурзавецька
- 2010 — «Одруження» М. Гоголь (реж. О. Тополянський) — Орина Пантелеймонівна
- 2010 — «Wonderland-80» Сергій Довлатов, Льюїс Керролл (реж. К. Богомолов) — вчителька перша моя, Мама Нателли та Біла Королева Вікторія Альбертівна, а також коридорна готелю «Сокіл»
- 2011 — «Диявол» Лев Толстой (реж. М. Станкевич) — Варвара Олексіївна Аннінська
- 2012 — «Рік, коли я не народився» Віктор Розов (реж. К. Богомолов) — Віра Василівна Губанова
- 2014 — «Чайка. Нова версія» Антон Чехов (реж. К. Богомолов) — Зарічна
- 2014 — «Йеппе-з-гори» Л. Хольберг (реж. Г. Черепанов) — Нілле, дружина Йеппе

### Театр націй
- 2011 — «Шоша» Ісаак Зінгер (реж. Т. Імамутдинов) — Бася-мати Шоші
- 2014 — «Гаргантюа і Пантагрюель» за романом Франсуа Рабле (реж. К. Богомолов) — Принцеса Бакбук і не тільки

### Притулок Комедіанта (Санкт-Петербург)
- 2011 — «Лір», за мотивами трагедії Вільяма Шекспіра (реж К. Богомолов)— Король Лір

### МХТ імені А.П.Чехова
- 2012 — «Подія» Володимир Набоков (реж. К. Богомолов) — Марфа
- 2012 — «Він в Аргентині» Людмила Петрушевська (реж. Дм. Бруснікін) — Діана
- 2013 — «Весілля Кречинського», Олександр Сухово-Кобилін (реж. В. Мейкшанс) — Федір
- 2013 — «Ідеальний чоловік. Комедія», за мотивами творів Оскара Вайлда (реж. К. Богомолов) — Маша Сидорова, Останній Російський Інтелігент
- 2013 — «Карамазови» за мотивами роману Федора Достоєвського (реж. К. Богомолов) — Олексій Федорович Карамазов, Лізавета Смердяща

### Фільмографія

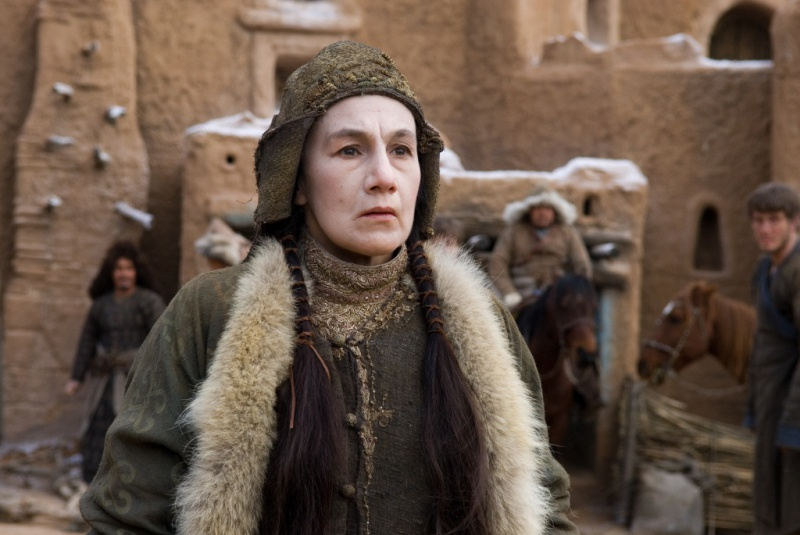
Роза Хайрулліна в ролі ханші Тайдули.
Кадр з фільму «Орда»

- 2009 — Іван Грозний (реж. Андрій Ешпай) — татарка-жебрачка
- 2010 — Елізіум (реж. Андрій Ешпай) — * 2010 — П'ята група крові — Равіля, мати Руслана
- 2011 — Суходіл (реж. Олександра Стріляна) — юродиву
- 2011 — Далеко від війни (реж. Ольга Музальова) — Ірма
- 2012 — Оплачено любов'ю — Антоніна Семенівна
- 2012 — Бліндаж (реж. Олександр Горновський) — Софія
- 2012 — Орда (реж. Андрій Прошкін) — ханша Тайдула
- 2014 — Чемпіони (реж. Дмитро Дюжев) — тренер з фігурного катання Тамара Москвіна
- 2014 — Прощавай, кохана! (реж. Олена Званцова) — Уляна Андріївна Тропарова
- 2014 — Наказано забути (реж. Хусейн Еркенов) — голова колгоспу
- 2014 — Ні слова про твою матір, к/м (реж. Дарина Разумникова) — мама
- 2015 — Чорна річка (реж. Стас Іванов) — Тамара
- 2015 — Милий Ганс, дорогий Петро (реж. Олександр Міндадзе) — Ніна
- 2015 — Училка (реж. Олексій Петрухін) — Лія Павлівна
- 2015 — Норвегія (реж. Олена Званцова) — теща
- 2015 — Жат (реж. Єрмек Турсунов) — Сара
- 2015 — А у нас у дворі… (реж. Ольга Музальова) — Роза Каримівна Умарова
- 2016 — Ольга (реж. Олексій Потрібний) — бабуся Гриші
- 2016 — Сувеніри з Москви / Погляд вбивці / The Look Of A Killer — Довгих, співробітник ФСБ
- 2017 — Лагідна (реж. Сергій Лозниця) — попутниця і її сестра
- 2018 — Канікули президента (реж. Ілля Шерстобітов) — старенька біля церкви
- 2018 — Кислота (реж. Олександр Горчилін) — бабуся Сашка
- 2018 — Шукач 2 (реж. Дмитро Бруснікін) — Софія Львівна, головлікар (11-та серія)
- 2018 — Обмани себе (реж. Тарас Дудар) — бос мафії
- 2018 — Непрощений — Зоя, сестра Віталія Калоєва
- 2018 — Зулейха відкриває очі — свекруха
- 2019 — Утриманки — Зоя Наумівна
- 2019 — Хеппі-енд (реж. Євген Шелякін) — Тітка Зима
- 2019 — Тварюка — сестра Ісідора
- 2019 — Суддя — Діна Шалімова, прибиральниця в РВВС
- 2020 — Вир — жінка в халаті

## Нагороди та номінації
- 1992 — Державна премія Російської Федерації в галузі літератури й мистецтва 1992 року (Роза Тре, вистава «Погром», Казанський державний театр юного глядача)
- 2003 — номінація на національну театральну премію «Золота маска» за найкращу жіночу роль у драматичному театрі (Матуся Кураж, вистава «Матуся Кураж», Самарський театр юного глядача «СамАрт»)[16])
- 2006 — Міжнародна премія імені Станіславського в номінації «Майстерність актора» за ролі у виставах останніх років[17]
- 2009 — номінація на національну театральну премію «Золота маска» за найкращу жіночу роль у драматичному театрі (Пепа, вистава «Полковник Птах», Самарський академічний театр драми ім. М. Горького)
- 2012 — 34-й Московський міжнародний кінофестиваль: Приз «Срібний Георгій» за найкраще виконання жіночої ролі (ханша Тайдула, фільм «Орда»)
- 2012 — номінація на премію «Зірка театрала» журналу «Театрал» за найкращу жіночу роль другого плану (Варвара Олексіївна, вистава «Диявол», Московський театр-студія під керівництвом Олега Табакова)
- 2012 — Театральна премія газети «Московський комсомолець» за найкращу жіночу роль другого плану (Варвара Олексіївна, вистава «Диявол», Московський театр-студія під керівництвом Олега Табакова)
- 2012 — номінація на премію «Білий слон» Гільдії кінознавців і кінокритиків Росії за найкращу жіночу роль (ханша Тайдула, фільм «Орда»)
- 2013 — номінація на премію «Золотий орел» за найкращу жіночу роль у кіно (ханша Тайдула, фільм «Орда»)
- 2013 — премія Олега Табакова за виставу «Він в Аргентині» в Московському Художньому театрі
- 2013 — премія «Ніка» за найкращу жіночу роль (ханша Тайдула, фільм «Орда»)
- 2013 — театральна премія «Золота маска» за найкращу жіночу роль у виставі «Лір», театр «Притулок Комедіанта» (Санкт-Петербург)
- 2015 — кінофестиваль «Вікно в Європу» — спеціальний приз журі «за віртуозне володіння жанром» (фільм «Норвегія»)[18]